# Chicago Heights
Chicago Heights é uma cidade localizada no estado americano de Illinois, no Condado de Cook.

## Demografia
Segundo o censo americano de 2000, a sua população era de 32.776 habitantes.
Em 2006, foi estimada uma população de 31.055, um decréscimo de 1721 (-5.3%).

## Geografia
De acordo com o United States Census Bureau tem uma área de 24,8 km², dos quais 24,8 km² cobertos por terra e 0,0 km² cobertos por água.

## Localidades na vizinhança
O diagrama seguinte representa as localidades num raio de 8 km ao redor de Chicago Heights.